# Alliance pour la démocratie et le progrès
L’Alliance pour la Démocratie et le Progrès (ADP) est un parti politique centrafricain fondé en octobre 1991 à Bangui. Il est issu de la volonté de membres du CCCCN (Comité de Concertation pour la Convocation de la Conférence Nationale), alors emprisonnés. Leur but est de créer un grand parti national, moderne et responsable pour rassembler les centrafricains acquis à la démocratie, à la paix  et à la justice.

## Histoire
Le premier congrès ordinaire de l’ADP a lieu les 21 et 22 décembre 1991, le premier président national élu est : François Péhoua.
À partir de 1993, l’ADP participe au gouvernement Mandaba avec deux ministres.
En 1997, elle compte deux ministres dans le Gouvernement Gbézéra-Bria.
Le parti a été représenté à l’Assemblée Nationale avec 6 députés pendant la 1re législature (1993-1998), cinq députés pendant la 2e législature (1998-2003) et compte un représentant au Conseil National de Transition (2003-2005), puis deux députés à la suite des élections législatives de 2005.

## Dirigeants
- Clément Bélibanga[2], ancien ministre
- Étienne Cymoni Kezza Koyangbo

### Anciens dirigeants
- François Alfred Wilfried Péhoua, ancien ministre, ancien président de la Fédération centrafricaine de basket-ball.
- Olivier Gabirault, (2005–2010), ancien maire de Bangui